# Planetella frireni
Planetella frireni är en tvåvingeart som först beskrevs av Jean-Jacques Kieffer 1909.  Planetella frireni ingår i släktet Planetella och familjen gallmyggor. Inga underarter finns listade i Catalogue of Life.